# Гылым ордасы
«Ғылым ордасы» — научный и музейный центр в городе Алма-Ате (Казахстан), расположенный в здании Академии наук Казахстана.

## История
Согласно постановлению Правительства Республики Казахстан № 84 от 11 февраля 2010 года было создано государственное предприятие «Ғылым ордасы», путём слияния «Дома учёных» и Центральной научной библиотеки в подчинении Комитета по науке Министерства образования и науки Казахстана.
Научный центр разместился в комплексе зданий Национальной академии наук. Это позволяет координировать свою деятельность с целым рядом научных институтов, которые расположены в этом же, либо в соседних зданиях. В здании находятся конференц-зал на 377 мест, малый конференц-зал на 120 мест, концертный зал на 267 мест (Дом учёных) и Зимний сад. В этом же здании расположен и Мемориальный музей Сатпаева.
В соответствии с Приказом Комитета по науке Министерства образования и науки Республики Казахстан от 1 июня 2010 года № 35-ПР, с целью сохранения, изучения и популяризации музеев и коллекций, широкого распространения научного, исторического и культурного наследия и проведения научно-исследовательских и культурно-просветительских работ в ведение центра «Ғылым ордасы» переходят Музей природы Казахстана и Музей археологии Казахстана. Этим же распоряжением предусмотрено создание двух новых музеев — «Музей редких книг» и «Музей истории казахстанской науки».
В 2012 году объединённый музейный комплекс был открыт после реставрации для всеобщего посещения.

## Деятельность организации
Сотрудники «Ғылым ордасы» совместно с другими научными организациями разрабатывают и реализуют самостоятельные и скоординированные инновационные научные исследования и научно-технические проекты в области образования и науки, организуют проекты по библиотечному делу, создание и развитие музеев в различных областях науки, развивают международные отношения в стратегических областях деятельности.

## Состав комплекса

### Музей археологии
Музей археологии был основан в 1973 году по личной инициативе Первого секретаря ЦК Компартии Казахстана Д. А. Кунаева. В настоящее время музей продолжает работы по комплектованию фондов, принимая находки ведущих археологов из всех регионов страны. На основе имеющегося и вновь приобретаемого материала в стенах комплекса создана новая научная экспозиция, освещающая все периоды древней истории Казахстана от Каменного века до Средневековья. В экспозиции представлены уникальные, имеющие общемировое значение материалы из раскопок могильников эпохи бронзы; коллекция, относящаяся к эпохе саков и усуней, находки из керамики, стекла и монет из раскопок средневековых городов Отрара, Тараза, Туркестана, Талгара.

### Музей истории казахстанской науки
Музей был основан в 2010 году. Экспозиции музея содержит работы средневековых мыслителей, таких как Абу Наср аль-Фараби, Ходжа Ахмет Яссауи, Мухаммед Кашгари, Юсуф Баласагун, Кадыргали Жалайри, Мухаммед Хайдар Дулати. Выставка также отражает жизнь и творчество казахстанских просветителей XIX века Ыбрая Алтынсарина, Чокана Валиханова, Абая Кунанбаева. Экспозиция музея рассказывает об известных востоковедах, истории Академии наук Казахской ССР, её руководителях и видных представителях Русского географического общества, которые исследовали земли, поселения, историю, быт, традиции казахского народа.

### Музей природы
Музей природы и палеонтологии был создан в 1961 году из коллекции Института зоологии АН КазССР в период, собранной в период с 1932 по 1957 годы. Среди экспонатов присутствуют окаменевшие останки животных и растений, скелеты динозавров, тарбозавров, а также других представителей древней фауны. Особенностью предметов коллекции является то, что все они были найдены в результате раскопок на территории Казахстана.

### Музей редких книг
Музей был основан в 2010 году. Экспозиция музея основана на базе фонда Центральной научной библиотеки древних рукописей и раритетов. Она содержит исторические, культурные и научные рукописи и книги, созданные на просторах казахской степи и за ее пределами. Цель — показать культурно-историческое наследие XIII—XX веков, имеющее социально-историческое значение. В музее также есть книги первого издания интеллигенции «Алаш».

### Центральная научная библиотека
Центральная научная библиотека Казахского отделения Академии наук была создана в 1932 году. В состав фонда библиотеки входят: научная литература на казахском языке XIX—XX веков; редкие издания русской книги — прижизненные издания, редкие книги старославянской печати; гражданская печать XVII—XVIII веков; книги, имеющие замечательные признаки по художественному оформлению и полиграфическому исполнению; издания XVI—XIX веков; восточные издания XII—XIX  веков; фонд «Казахстаника», куда входят материалы с автографами, фотодокументы; фонд рукописей — большое собрание фольклорных материалов, рукописных документов, относящихся к истории, экономике и культуре Казахстана; фонд диссертаций, защищенных на Учёных советах учреждений Академии наук Казахской ССР; фонд микрофильмов и микрофиш, литературы, получаемой по МБА.